# Lyka submetallica
Lyka submetallica är en stekelart som beskrevs av Mercet 1921. Lyka submetallica ingår i släktet Lyka och familjen sköldlussteklar. Inga underarter finns listade i Catalogue of Life.